# Sthenias pictus
Sthenias pictus là một loài bọ cánh cứng trong họ Cerambycidae.